# Redwood County
Redwood County är ett administrativt område i delstaten Minnesota i USA, med 16 059 invånare. Den administrativa huvudorten (county seat) är Redwood Falls.

## Politik
Redwood County tenderar att rösta republikanskt. Republikanernas kandidat har vunnit countyt i samtliga presidentval sedan valet 1968. Sedan 1892 har demokraternas kandidat vunnit countyt endast fyra gånger (valen 1932, 1936, 1948, 1964). I valet 2016 vann republikanernas kandidat med 67,5 procent av rösterna mot 24,8 för demokraternas kandidat, vilket är den största segern i countyt för en kandidat sedan valet 1952.

## Geografi
Enligt United States Census Bureau har countyt en total area på 2 282 km². 2 278 km² av den arean är land och 4 km² är vatten.      

### Angränsande countyn
- Renville County - nordost
- Brown County - öst
- Cottonwood County - söder
- Murray County - sydväst
- Lyon County - väst
- Yellow Medicine County - nordväst